# شهرستان وایومینگ (پنسیلوانیا)
شهرستان وایومینگ، پنسیلوانیا (به انگلیسی: Wyoming County, Pennsylvania) شهرستانی در ایالات متحده آمریکا است که در پنسیلوانیا واقع شده‌است.

## خصوصیات
شهرستان وایومینگ ۱٬۰۴۸٫۹۵ کیلومترمربع مساحت دارد.